# 275 (szám)
A 275 (kétszázhetvenöt) a 274 és 276 között található természetes szám.